# باد دوبران
شهر باد دوبران در ایالت مکلنبورگ-فورپومرن در کشور آلمان واقع شده است.